# Henryk Anders
Henryk Paweł Anders (ur. 3 stycznia 1913 w Baszkowie, zm. 24 lutego 1993 w Poznaniu) – polski muzykolog.

## Życiorys
Studiował na Uniwersytecie Poznańskim, gdzie ukończył prawo (1934) i muzykologię (1951). Od 1946 roku pracował jako edytor w poznańskich instytucjach wydawniczych, w latach 1957–1974 był sekretarzem Wydawnictwa Poznańskiego. Opublikował pracę Pieśni solowe Mieczysława Karłowicza (w: „Studia Muzykologiczne”, t. IV, 1955), był też redaktorem publikacji Mieczysław Karłowicz w listach i wspomnieniach (Kraków 1960). Był redaktorem działu muzycznego i autorem haseł w Małej Encyklopedii Powszechnej (1959) i Wielkiej Encyklopedii Powszechnej (1962–1969). Przetłumaczył na polski powieść Ottona Schneidereita o Jacques’u Offenbachu Paryski Orfeusz (Poznań 1975). Pośmiertnie ukazała się jego praca Mieczysław Karłowicz. Życie i dokonania (Poznań 1998), będąca pierwszą polską monografią na temat tego kompozytora.